# Зворець
Зворець —  село в Україні, у Самбірському районі Львівської області. Населення становить 226 осіб. Орган місцевого самоврядування - Боринська селищна рада.
Церква Благовіщення Пресвятої Богородиці постала коштом місцевого священика отця Василя (Саламона) Щасного у 1900 році. У плануванні схожа на давньоруські православні церкви. Наву вінчає цибуляста баня на світловому вузькому дерев’яному восьмерику.